# Союз венедов

Флаг организации вместе с флагом Российской империи

«Сою́з вене́дов» — старейшее русское неоязыческое религиозно-политическое общество «ведического» направления (может рассматриваться как часть родноверия), основанное в июне 1990 года в Ленинграде Виктором Безверхим (языческое имя — Дед Остромысл) на базе существовавшего с 1986 года среди курсантов военных вузов неформального «Союза волхвов», также созданного Безверхим.
Безверхий почитал Гитлера и Гиммлера. В узком кругу своих учеников он пропагандировал расовые и антисемитские теории, призывая к избавлению человечества от «неполноценного потомства», возникающего вследствие межрасовых браков. Таких «неполноценных людей» он называл «ублюдками», относил к ним «жидов, индийцев или цыган и мулатов» и считал, что они мешают обществу достичь социальной справедливости. В возрасте 51 года он принёс клятву «посвятить всю свою жизнь борьбе с иудейством — смертельным врагом человечества». Текст этой клятвы, написанной кровью, был обнаружен у него при обыске в 1988 году. Безверхий разработал теорию «ведизма», согласно которой, в частности: «В случае победы фашизма все народы будут просеяны через сито определения расовой принадлежности, арийцы будут объединены, азиатские, африканские и индейские элементы поставлены на своё место, а мулаты — ликвидированы за ненадобностью».
Идеология «Союза венедов» основывается на сочинениях Безверхого, в которых он обращается к «Велесовой книге», Ведам и индоевропейской мифологии. В основе культа лежит пантеистическое почитание самовоспроизводящей себя Природы, олицетворённой в боге Свароге. В соответствии с «Велесовой книгой» прочие боги понимаются в качестве ипостасей единого Бога — согласно учению «Союза венедов» имена славянских богов (Перун и другие) суть формы Сварога (Природы). Учение содержит также расовую теорию о превосходстве «арийцев» (в 1992 году Безверхий издал «Майн кампф» Адольфа Гитлера с сокращениями). «Славянская религия» рассматривается в качестве высшей ступени религии Вед.
«Союз венедов», ориентируясь на переводы «Велесовой книги», выполненные канадскими украинскими эмигрантами, отдавал предпочтение трактовкам одного из основателей украинского и в целом славянского неоязычества профессора Владимира Шаяна, а не Льва Силенко и созданной им украинской неоязыческой РУН-веры, которые имеют более явные антироссийские взгляды.
В 1986 году в Ленинграде Безверхим было создано неформальное «Общество волхвов», принимавшее участие в Национально-демократической партии. В 1989 году от последней была отделена Русская народная партия, в результате раскола которой в 1990 году создан «Союз венедов» в качестве «историко-культурологического общества хлеборобов», управляемого Вечем и Думой.
В 1990 году объединение поддержало создание РНЕ, а в 1991 её участники составили костяк петербургского отделения Русской партии. В разные годы печатными органами Союза были: газета «Родные просторы» и её приложение — журнал «Волхв», газета «Ярь» и два выпуска журнала «Волх» (после 2008 года новых изданий не было).
В апреле 1991 года на втором инициативном съезде КПРФ член «Союза венедов» Нина Талдыкина призвала отбросить учение «еврейского талмудиста» Карла Маркса и «нерусского демагога» Владимира Ленина. Талдыкина стала одним из главных идеологов Ленинградской организации КПРФ.
В 1997 году член «Союза венедов» фельдшер детского сада Владимир Голяков, взявший себе титул «Ярг Волк», создал в Санкт-Петербурге школу «Шаг волка», или «ведическую общину староверов». Позже она получила название «Схорон еж словен». Голяков вышел из круга «Союза венедов» в результате раскола и увёл с собой молодёжь. Он сумел настолько потеснить материнскую организацию, что с начала 2000-х годов неоязыческое движение Санкт-Петербурга ассоциировалось, прежде всего, с «волками».
В регистрации в качестве организации Союзу было неоднократно отказано. По данным на 2017 год лидером является Алексей Борисович Тищенко.
По данным на 2016 год общины в основном присутствуют в Санкт-Петербурге и Ленинградской области, а также действуют в Новгороде, Пскове, Самаре, Томске и посёлке Итат Кемеровской области. По данным на апрель 2017 года, петербургское отделение объединения насчитывало 43 человека.
У Союза нет собственного капища, но местом празднования Масленицы обычно является деревня Колтуши Ленинградской области. При этом, в отличие от иных неоязыческих объединений, на празднества приглашается только свой круг последователей (посредством рассылки ВКонтакте), которыми в основном являются не молодёжь, а люди среднего и пенсионного возраста.